# توماس دول
توماس دول (بالألمانية: Thomas Doll)‏ (ولد في 9 أبريل، 1966 من ألمانيا الشرقية هو مدرب كرة قدم ألماني ولاعب دولي سابق في المنتخب الألماني ويعتبر دول (50عاماً) من أشهر المدربين الألمان، ومدرب قديم لنادي الهلال السعودي. وبدأ مشواره التدريبي فور اعتزاله في عام 2001 انضم للجهاز الفني لهامبورغ الألماني قبل أن يعين مدرباً له في 2004، واستطاع في أول موسم له من إنقاذ الفريق من الهبوط ثم الفوز في كأس انترتوتو، وتطور الفريق على يديه حتى حقق المركز الثالث في موسم 2005-2006 متأهلاً لدوري أبطال أوروبا، وفي عام 2007 أشرف على فريق بوروسيا دورتموند الألماني، قبل أن يستقيل في مايو 2008، وتوجه في يونيو 2009 نحو جنشلر بيرليجي التركي في عقد لعامين، وهو المشوار الذي يستمر كما يتمنى حيث أنهى عقده بالتراضي بعد ثماني مباريات للفريق خسر منها النصف محتلاً المركز الثالث عشر في الدوري المحلي.ووصف بعدها بآلسوء وخرج رئيس النادي يوجه له تهم خطيرآ، .
وقد مثل لاعب خط الوسط منتخبي ألمانيا الشرقية في 29 مباراة سجل خلالها 7 أهداف، بالإضافة لمنتخب ألمانيا (بعد توحيدها) في 18 مباراة سجل خلالها هدفاً وحيداً، كما مثل أندية هامبورغ واينتراخت فرانكفورت الألمانيين ولاتسيو وباري الإيطاليين.
وكان دول مرشحاً لخلافة صديقه البرتغالي مانويل جوزيه في تدريب الأهلي المصري، كما رشح في مرحلة سابقة من مشواره الفني لتدريب روما وفريقه السابق لاتسيو الإيطاليين وبايرن ميونخ.
وقد قام بالتوقيع مع نادي الهلال السعودي في تاريخ 22/07/2011 وباشر عمله في اليوم التالي.وثمت إقالته قبل منتصف الموسم بعد أن تراجع مستوى الفريق بشكل فاضح انعكس على مستوى الفريق التي ادت إلى فقدان شخصية الفريق داخل الملعب والتي ساهمت في فقدان لقب الدوري بعد تحقيقة لموسمين متتالية.

## روابط خارجية
- توماس دول على موقع الاتحاد الأوربي (الإنجليزية)
- توماس دول على موقع قاعدة بيانات كرة القدم.إي يو (الإنجليزية)
- توماس دول على موقع بيانات كرة القدم. دي إي (الألمانية)
- توماس دول على موقع ناشيونال فوتبول تيمز (الإنجليزية)
- توماس دول على موقع Soccerbase.com (مدرب) (الإنجليزية)
- توماس دول على موقع عالم كرة القدم.نت (الإنجليزية)
- توماس دول على موقع كووورة